# Tyler Botha
Tyler Botha (* 3. Dezember 1980 in Kapstadt) ist ein früherer südafrikanischer Skeletonsportler und noch aktiver Cresta-Fahrer.
Tyler Botha lebt in Kapstadt. Er begann 2003 mit dem Skeletonsport, nahm seit 2004 an internationalen Rennen teil und wurde von Simon Schwemmer trainiert. Nachdem er nicht wie schon geplant an der FIBT-Skeletonschule 2003 teilgenommen hatte, nahm er an dieser 2004 teil. Es folgte ein erster Einsatz im November 2004 in Igls im Skeleton-Europacup, bei dem er 25. wurde. Es folgten weitere Einsätze im Europacup und dem Skeleton-Challenge-Cup. Im Europacup wurde ein 13. Platz in Königssee im Dezember 2005 bestes Resultat, im Challenge-Cup wurde er an selber Stelle einen Monat später zweimal Zweiter, zunächst hinter David Connolly, im zweiten Rennen hinter Nicola Nimac. Höhepunkt und Karriereende wurden die Olympischen Winterspiele von Turin, bei denen Botha 12. wurde.
Daneben war Botha, der auch Mitglied des St Moritz Tobogganing Club in St. Moritz ist, auch als Cresta-Fahrer aktiv. Er ist mit einer Zeit von 41,09 Sekunden der zweitschnellste Fahrer der Geschichte vom unteren Startpunkt Junction und in 50,64 Sekunden der fünftschnellste Fahrer vom Normalstart. In der Saison 2010/11 gewann er sechs Rennen, darunter den Curzon Cup und den Morgan Cup. Botha arbeitet als DJ.